# Sanantonada
La Sanantonada es una especie de fabada realizada con alubias, oreja, manitas, cabeza y rabo de cerdo. Es un plato típico invernal de la provincia de Zamora. A veces se pueden emplear los habones de Sanabria. La festividad de San Antonio Abad (San Antón), se celebra el  17 de enero y en la capital zamorana se celebra ofreciendo este plato. Se suele servir caliente, con todos los ingredientes juntos en el mismo vuelco. De la existencia de este plato ya cuenta Cesáreo Fernández Duro a mediados del siglo XIX. Donde los ingredientes mencionados son alubias cocidas y sazonadas con orejas y pies de cerdo. El cerdo tiene su matanza tradicionalemente en estas fechas, lo que no resulta extraño sea el animal de compañía de San Antonio Abad, e ingrediente del plato.  